# Птелея
Птелея (Ptelea) — рід рослин родини рутових. Листопадні дерева або кущі. Листки чергові, черешкові, перисторозсічені, з 3, рідше 4—5, листочками, мають характерний запах. Квітки одностатеві (рослини дводомні), дрібні, зеленувато-білі, запашні, у кінцевих китице- або щитковидних суцвіттях на коротких бокових пагінцях. Плід — крилатка. Відомо близько 10 видів, поширених у Північній Америці та Мексиці. В Україні зараз росте З види в культурі. Найчастіше зустрічається птелея трилиста (Ptelea trifoliata).